# Noisy-le-Grand handball
Actualités
Dernière mise à jour : 1 avril 2020.
Le Noisy-le-Grand Handball est un club français de handball basé à Noisy-le-Grand en Seine-Saint-Denis. Sa section féminine a évolué plus d'une dizaine de saisons en deuxième division mais n'est jamais parvenu à accéder à l'élite nationale.

## Histoire

Ancien logo du club.

Créé en 1999 sous le nom de l'Association sportive de Noisy-le-Grand Handball, elle est issue du Club sportif de Noisy-le-Grand, fondé en 1949, qui regroupait à l'époque, toutes les sections sportives de la ville. L'équipe première senior féminine évolue au niveau national depuis 1995. En 1999, la section prend son autonomie et continue sa progression régulière dans les championnats nationaux féminins.
Cette progression s’est toujours accompagnée d’une volonté de promouvoir la formation des joueuses et des joueurs mais aussi des encadrants (en moyenne 2 à 3 par saison) et des arbitres. Noisy-le-Grand Handball est une association familiale basée sur une avancée constante dans tous les domaines de la vie associative.
De 2015 à 2020, une entente est mise en place avec le club de Gagny sous le nom d'Entente Noisy/Gagny, des catégories -15 aux catégories seniors.
En 2020, le club du Noisy-le-Grand Handball redevient un club à part entière, se détachant ainsi de l'entente avec le club de Gagny.

## Personnalités du club
Plusieurs joueuses internationales ont été formées au club. C'est le cas de Nina Kanto, devenue récemment la marraine de l’association, mais aussi de Lesly Briemant, d'Astride N'Gouan et d'Angélique Spincer.
Le club compte aussi dans ses rangs Mézuela Servier, ancienne capitaine de l'équipe de France, qui comptabilise plus de 200 sélections internationales. Elle rejoint le club en 2003, d'abord en tant que joueuse au sein de l'équipe première. À la suite de l'arrêt de sa carrière, elle prend la tête de l'équipe en tant qu’entraîneuse, position qu'elle occupe toujours aujourd'hui en tandem avec Farid Gherram.
Parmi les joueuses ayant évolué au club, on trouve aussi Nadia Bellakhdar (en 2010-2011 et de 2013 à 2017) et Hatadou Sako (jusqu'en 2016).

## Palmarès

### Titres
Le club a été sacré champion de France de deuxième division féminine à l'issue de saison 2010-2011. Il n'a cependant pu accéder à l'échelon supérieur, la Ligue Féminine de Handball, notamment par manque de moyens financiers.
Il est également vice-champion de France de D2 en 2014 et 2017.

### Bilan par saison
| Saison                                 | Division                       | Rang                                | Coupe de France                |
| Club sportif de Noisy-le-Grand         | Club sportif de Noisy-le-Grand | Club sportif de Noisy-le-Grand      | Club sportif de Noisy-le-Grand |
| -------------------------------------- | ------------------------------ | ----------------------------------- | ------------------------------ |
| 1998-1999                              | Nat. 2                         | 1er                                 | ?                              |
| Association sportive de Noisy-le-Grand |                                |                                     |                                |
| 1999-2000                              | Nat. 1                         | ?                                   | Pas de compétition             |
| 2000-2001                              | Nat. 1                         | ?                                   | ?                              |
| 2001-2002                              | Nat. 1                         | ?                                   | ?                              |
| 2002-2003                              | Nat. 1                         | ?                                   | ?                              |
| 2003-2004                              | Div. 2                         | 6e                                  | Pas de compétition             |
| 2004-2005                              | Div. 2                         | 4e                                  | 1/2 finale                     |
| 2005-2006                              | Div. 2                         | 10e                                 | ?                              |
| 2006-2007                              | Nat. 1                         | 1er                                 | ?                              |
| 2007-2008                              | Div. 2                         | 4e                                  | Pas de compétition             |
| 2008-2009                              | Div. 2                         | 4e                                  | ?                              |
| 2009-2010                              | Div. 2                         | 8e                                  | ?                              |
| 2010-2011                              | Div. 2                         | 1er                                 | 1er tour                       |
| 2011-2012                              | Div. 2                         | 7e                                  | 1/8                            |
| 2012-2013                              | Div. 2                         | 8e                                  | ?                              |
| 2013-2014                              | Div. 2                         | 2e                                  | ?                              |
| 2014-2015                              | Div. 2                         | 4e                                  | ?                              |
| Entente Noisy/Gagny                    |                                |                                     |                                |
| 2015-2016                              | Div. 2                         | 4e                                  | ?                              |
| 2016-2017                              | Div. 2                         | 2e                                  | 4e tour                        |
| 2017-2018                              | Div. 2                         | 5e                                  | 4e tour                        |
| 2018-2019                              | Div. 2                         | 13e                                 | 1/16                           |
| 2019-2020                              | Nat. 1                         | 2e                                  | 1/8                            |
| Noisy-le-Grand handball                |                                |                                     |                                |
| 2020-2021                              | Div. 2                         | 6e (Poule 1) 3e (Poule B Playdowns) | Arrêtée                        |
| 2021-2022                              | Div. 2                         | 6e                                  | 2e tour                        |

## Saison 2021-2022

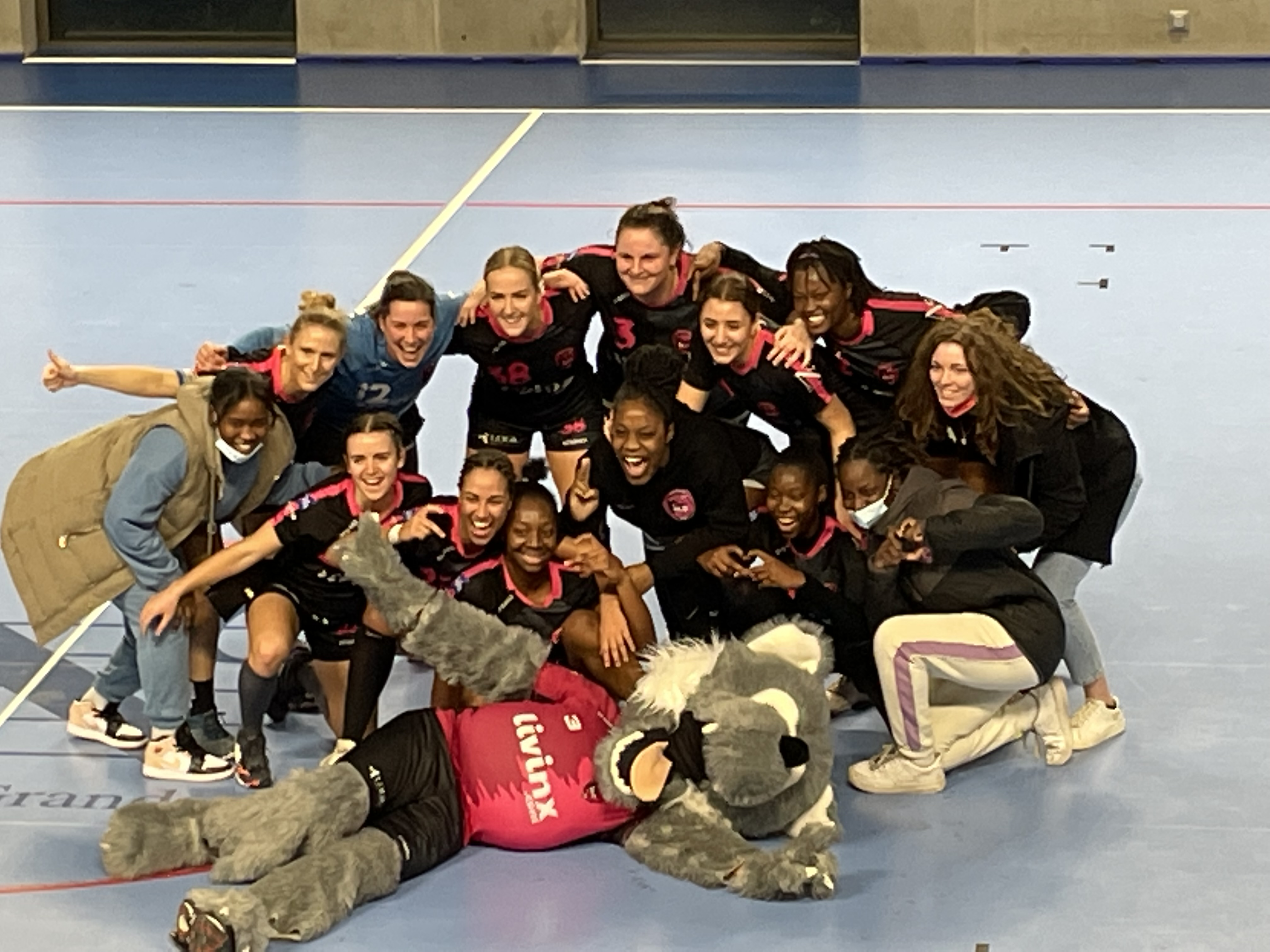
L'équipe en janvier 2022.

L'entraîneur principal est Farid Gherram, il est épaulé par Mézuela Servier et René-Paul Dessertenne.
| Numéro | Nom             | Prénom   | Date de naissance | Poste       |
| ------ | --------------- | -------- | ----------------- | ----------- |
| 16     | Tounkara        | Amina    | 27 juin 1998      | Gardienne   |
| 12     | Verschuuren     | Clara    | 10 avril 1994     | Gardienne   |
| 13     | Mbala           | Ruth     | 9 mai 2002        | ALG         |
| 29     | Copy            | Maud-Eva | 6 novembre 1992   | ALG         |
| 24     | Bourdelier      | Faustine | 24 janvier 2003   | ALG         |
| 7      | Chappe-Giral    | Peggy    | 21 mars 1979      | ALD         |
| 22     | Chardon         | Léa      | 22 juillet 1997   | ALD         |
| 9      | Kacimi          | Maryam   | 27 décembre 2002  | Demi-centre |
| 10     | Diagouraga      | Fanta    | 30 juin 2000      | Demi-centre |
| 93     | Kanoute         | Coura    | 17 juillet 2003   | Demi-centre |
| 14     | Varela-da-Moura | Nancy    | 15 juin 2000      | Pivot       |
| 3      | Scleve          | Audrey   | 10 juillet 1988   | Pivot       |
| 42     | Mosabau         | Isaure   | 10 juin 1994      | Pivot       |
| 38     | Lorrillard      | Mathilde | 12 janvier 1996   | ARD         |
| 27     | Le Roy          | Maëlle   | 19 mai 2001       | ARD         |
| 92     | Camara          | Coura    | 6 mars 1999       | ARG         |
| 23     | Nelson          | Estelle  | 1 juin 2001       | ARG         |

## Personnalités liées au club
Parmi les joueuses ayant évolué au club, on trouve :
- Nadia Bellakhdar
- Maud-Éva Copy
- Cécilia Errin
- Soraya Hamiti
- Nina Kanto
- Amina Tounkara
- Astride N'Gouan
- Hatadou Sako
- Mézuela Servier
- Faten Yahiaoui